# そしてボクは外道マンになる
『そしてボクは外道マンになる』（そしてボクはげどうマンになる）は、平松伸二による日本の漫画。作者である平松伸二自身を主人公にした自伝的漫画で、集英社の『グランドジャンプPREMIUM』にて2016年5月号から2017年11月号まで連載された後、同社の『グランドジャンプ』に移籍して2018年2号から 同年年20号まで連載されて「第一部 完」となった。

## 概要
話は平松の幼少時代のエピソードより始まる。新人賞を受賞し担当にスカウトされ上京、中島徳博の『アストロ球団』の臨時アシスタントを経て『ドーベルマン刑事』での連載デビューと話が進む。その時々の裏話や漫画家としての葛藤、連載中に交際ののち結婚した妻の美奈子やその結婚生活の内情、美奈子の過去など、プライベートについても赤裸々に描かれている。
本作に登場する漫画家は実在しているが、あくまでも「自伝的漫画」であるため、作者本人含めエピソードや言動は脚色がされており事実通りではない。登場する集英社の編集者は変名になっている。執筆に当たっては作中に登場する中島徳博夫人、後藤広喜、鳥嶋和彦、武論尊、本宮ひろ志、江口寿史などにネームを見せて了承をもらっている。

## 登場人物

### 漫画家
平松伸二（ひらまつ しんじ）
本作の主人公であり作者。
高校時代に『週刊少年ジャンプ』(集英社)に投稿した作品が佳作に入選。高校卒業後、岡山県から上京。中島徳博の『アストロ球団』の臨時アシスタントになる。
『アストロ球団』休載中に中島の代わりに描いた読切『球道武蔵』がきっかけで、『週刊少年ジャンプ』で初連載『ドーベルマン刑事』を開始する。
漫画家生活初期は、自身を謙遜し、言動も気弱な青年だった。しかし、編集部への不満や連載の理不尽さを感じるようになり、徐々に荒々しい言動へ変化していく。自分が雇っているアシスタントへの態度も粗暴になっていくが、これは執筆中に登場人物へ感情移入しているせいでもある。
鶯谷の吉原風俗街へ遊びに行こうとするも、高校時代に片思いしていた美奈子のことを思い出して、客引きのおばちゃんから逃げてしまうのほどの純情振りであった。その後21歳の時、沖縄へ『ドーベルマン刑事』の取材旅行に行った際、当時の担当である権藤に一喝され、現地の風俗店で童貞を捨てている。しかし、この件で一皮剥けた漫画が描けるようになった。
おとなしい性格であるため、編集者に対する怒り・殺意を漫画の主人公に投影させ、作品内で人の道を外れた犯罪者「ド外道」を徹底的に叩き潰す。
なお、編集者への怒りと殺意は、本作の担当にも向けられており、『グランドジャンプPREMIUM』の編集長に連載打ち切りを覚悟のうえで直談判し、担当だった矢津を外してもらったことを劇中で明かしている。その後も2代目担当の金滅気が新婚旅行に出ていることに八つ当たりしたり、本誌移籍後の編集長「チャーラー」にまで矛先が向かったこともある。
続く『リッキー台風』もそれなりの人気を得るが、本来の持ち味である怒りが感じられないと担当の魔死利戸に見透かされたことから、増刊に大増100ページの読切『ミスター☆レディー』を買って出る。しかし、作中に出したプロレスラーのパロディーが当該レスラーの怒りを買ってしまう。
現在本作を執筆している伸二は、歳相応に老け、眼鏡をかけている。体調が悪く、普段から酷く咳き込み、時折吐血をする状態であるが、それでもタバコを吸うなど、自分を省みない荒んだ執筆生活を送っている。
蛇が嫌いであり、『球道武蔵』の執筆で締切への恐怖を初めて感じた時には、自分が大蛇に絡まれている姿を連想している。
外道マン
第9話より登場。伸二の心の闇を擬人化したもので、心の闇をテーマとした『ブラック・エンジェルズ』を執筆中に誕生した。どす黒い身体に包帯を巻いた、悪魔のような姿をしている。つまりはイマジナリーフレンド｡
本作を執筆している現在の伸二の前に登場しては、彼の感情を煽り立てる言葉を発する。体調を気遣わない伸二を皮肉ったり、「伸二が「イイやつ」だった『ドーベルマン刑事』の話ではなく、「外道マン」だった『ブラック・エンジェルズ』の話を描かなければ本作は打ち切りになる」と、話を進めるよう迫ったりしている。また、本作が隔月刊誌の『グランドジャンプPREMIUM』から月刊誌の『グランドジャンプ』へ移籍することになった際 にも「編集部は伸二を過労死させるつもりだ」と、グランドジャンプ編集部への被害妄想に近い悪口も発している。
中島徳博（なかじま のりひろ）
伸二が上京後に臨時アシスタントとして師事した漫画家。『アストロ球団』の作者。スケベだが温厚な性格で、下ネタで場を和ませるなど、アシスタントからは慕われている。しかし、担当編集の権藤は、そんな中島の言動が気に入らず、厳しい態度で接している。
かつて一度締め切りを破って印刷所の輪転機を止めてしまい、ジャンプ編集部で土下座し、二度と締め切りを破らないと誓った血判状を書いたことがある。
体調不良気味で、作画中に突然嘔吐し、咥えていたタバコが落ちて原稿を焦がしてしまったりしている。
ついにはストレスにより利き手が腫れて執筆不可能になり、『アストロ球団』は一時休載となる。しかし、『月刊少年ジャンプ』に読切『球道武蔵』を掲載することは決まっており、代理原稿もなく、ページを空けられない状態だったので、やむなくアシスタントの伸二に代筆を頼み、合作（中島は口述の原案のみ）としてしのぐ。
本宮ひろ志（もとみや ひろし）
『ジャンプ』黎明期を支えた人気漫画家で、伸二が憧れる存在。
本作では『男一匹ガキ大将』の戸川万吉のような学ラン・学生帽姿で、日本刀を帯びている。
初登場時は、自分に付いた担当の態度が気に入らず、抗議のためにジャンプ編集部へ殴り込みへ来ていた。
武論尊（ぶろんそん）
『ドーベルマン刑事』の原作者。女好き。
本宮ひろ志とは、航空自衛隊生徒の同期で、退職後に本宮の仕事場へ居候したことが、漫画に関わるきっかけとなった。いくつか漫画制作を失敗したあと、ようやく会心作となった『ドーベルマン刑事』への思い入れは強い。
高橋陽一（たかはし よういち）
1979年、魔死利戸が『ドーベルマン刑事』のアシスタントとして連れてきた、当時19歳の新人。眼鏡をかけた腰が低い青年。
アシスタントになって1ヵ月も経たないある日、他のアシスタントが全員寝ている中、高橋一人だけが起きて連載用のネームを描いており、伸二はそのネームを読ませてもらう。それが『キャプテン翼』のネームだった。ネームの中にある「ボールはともだち」の言葉に伸二は衝撃を受け、自分より歳下の高橋に新しい漫画の到来を強く感じる。『リッキー台風』のころ、自身の『キャプテン翼』連載のためアシスタントを離れる。
猿渡哲也（さるわたり てつや）
高橋陽一と入れ替わるかのように伸二のアシスタントに就いたイケメン青年。猿渡が持ち込んできたスケッチブックに様々な形の手の素描があり、その描写力に伸二は衝撃を受ける。高橋とは違って、作風が重なる部分もあるため、伸二は芽を摘んでしまおうという衝動に駆られ、作業机で仮眠をとる猿渡をはさみで刺そうとするが、寸前で思い止まる。
のちに『高校鉄拳伝タフ』などの作者になる。
江口寿史（えぐち ひさし）
『ジャンプ』全盛期を支えた人気漫画家。伸二の同期。
伸二の心の闇を擬人化した「外道マン」と同様に、江口の心の闇を擬人化した「白いワニ」の現象が見える共通点を持っている。
そのために、伸二からは「江口君」、彼は「平松君」と呼び合う仲である。

### ジャンプ編集部
権藤狂児（ごんどう きょうじ）
伸二の初代担当。『アストロ球団』連載時の中島の担当でもある。モデルは後藤広喜。
濃い髭面にサングラスをかけたヤクザまがいの強面。伸二や中島に対して、木刀による殴打や、恫喝に近い厳しい指導をする。酒が入るとさらに態度が粗暴になる。
投稿時高校生でありながらジャンプの佳作に入選した伸二を見出だし、わざわざ岡山の伸二の実家まで訪ねてくる。
中島の代筆で『球道武蔵』を描き上げた伸二に手応えを感じ、数ヵ月後に『ドーベルマン刑事』の連載を勝手に決めてくる。連載を持つには早すぎると主張する伸二に、連載を勝ち取ることの厳しさを話したうえで鉄拳を食らせる。
改心して『ドーベルマン刑事』第1話のネームを作った伸二に、「何も感じない」とボツを出す。そして歌舞伎町へ行って外道を見てくるように話す。その体験を基に描いたネームを読んで、「前より怒りが伝わってくる」と評価したうえで、本物の悪に会わせようと、伸二を刑務所へ連れて行く。そこで、知り合いの殺人犯と面会させ、登場人物に感情移入して漫画を描くことの大切さを説いた。
その後、連載中に伸二と揉めた際、「原作付きの漫画を描いている限り、漫画家として認めない」と言い放ち、伸二の生涯に深く刻まれることになった。
さらに、伸二が童貞を捨てるきっかけを作ったのも権藤である。『ドーベルマン刑事』の取材旅行で沖縄へ行った際、酒の勢いで風俗に誘うも、躊躇している伸二の姿を見て、「ドーベルマン刑事の加納錠治を童貞野郎が描いてんじゃねえぞ!!」と一喝した。
『ドーベルマン刑事』が映画化したころに結婚し、髪を整え髭まで剃っている。
『ドーベルマン刑事』のアンケート結果が思わしくない時期に、担当を魔死利戸に引き継ぐ。
『ブラック・エンジェルズ』が開始されるころ、酒席でいつものように伸二を腐したところ思わぬ反撃を受け、十数年後に和解するまで個人的な交友は断たれる。
魔死利戸毒多（ましりと どくた）
伸二の2代目担当。モデルは鳥嶋和彦。
公家のような優男。「キエッ」・「ヒャッヒャッヒャッ」と、怪鳥のような笑い声を発する。
伸二の漫画作りに辛辣なダメ出しを行い、伸二から「イヤミな毒舌野郎」と不愉快に思われている。しかし、岡山にいる美奈子との長距離恋愛に悩む伸二を気遣う、『ドーベルマン刑事』の最終回を描き上げた伸二を労うなど、心根は優しいところもあり、後年の伸二はそれも認めている。
「そもそも漫画が好きではない」のに漫画雑誌に配属されてしまったことをこぼしているが、プロの編集者として売れる漫画に必要な要素を研究し、伸二の担当に着任後、アンケート結果が思わしくない『ドーベルマン刑事』のテコ入れを図るため、ラブコメ要素を入れることを提案(伸二にこの話をした時点で、既に原作の武論尊に話をつけている)。
そうして、伸二が新たな女性キャラとして綾川沙樹をデザインするも、幾度もボツにしてそのたびに描き直させる。その後、伸二は美奈子の助言により、榊原郁恵に似せたデザインを描き上げてこれが採用となる。魔死利戸は、伸二からそれまで描いたことがないタイプのキャラクターデザインを引き出させることを狙っていた。これにより『ドーベルマン刑事』のテコ入れは成功し、その後も2年弱連載は続く。
『リッキー台風』の連載途中に、担当を真髄に引き継ぐ。
後年、白泉社代表取締役に就任し、「そしてボクは外道マンになる」のネームの確認に訪れた伸二と対話しているシーンが描かれているが、伸二への辛辣な言動は変わらない。本作についても、「平松さんがもっと外道にならなきゃ、この漫画は売れないただのゴミで終わる」とダメ出しを行い、この発言がのちに現実となってしまう。
真髄栄加元（まずい えいかげん）
伸二の3代目担当。モデルは松井栄元。
京都大学出身で学生プロレス経験者。当初、伸二とはプロレス好き同士ということで馬が合い、ローリングバックドロップなど『リッキー台風』に対して積極的にアイデアを提供するが、作品の人気は伸び悩む。その後、仁死村・権藤の命令および魔死利戸の助言により(伸二の力を発揮させるべく)憎まれ役を演じるようになっていく。
中剛裕次郎（なかごう ゆうじろう）
『アストロ球団』連載時の『週刊少年ジャンプ』編集長。モデルは中野祐介。
葉巻を咥えた、オールバックの大男。『アストロ球団』を休載し入院していた中島の前に仁死村と共に現れ、中島の代わりに読切『球道武蔵』を描く伸二に対して、原稿を落とさないように脅す。
さらに『ドーベルマン刑事』の連載初期には、同時期に連載していた『サーキットの狼』より人気が及ばなかったため、伸二の限界を越えさせるべく、それまでの20ページ掲載を31ページ掲載に増やすという方針を打ち出す。案の定、伸二は苦しめられることになる。
『少年ジャンプ』草創期の作品である川崎のぼる『男の条件』(原作・梶原一騎)のフレーズ「田の力」を座右の銘としている。
モブ的描写ではあるが、伸二と美奈子の結婚式では仲人を務めている。
仁死村繁樹（にしむら しげき）
『アストロ球団』連載時の『週刊少年ジャンプ』副編集長、後年に編集長へ昇格。モデルは西村繁男。
タバコを咥え、サングラスをかけた細面の男。口癖は「地獄に堕ちろ」。
『アストロ球団』休載時、中剛と共に『球道武蔵』の原稿を落とさないように伸二を脅す。
本宮ひろ志の元担当。本宮が自分についた新たな担当の態度が気に入らず、ジャンプ編集部に乗り込んできた時に、「あんたら上の人間の教育が悪い」と言われ、首筋に日本刀を突き付けられた。なお、本宮の仕事場に転がり込んで麻雀ばかりしていた武論尊に、漫画原作者の道を勧めた人物でもある。

### その他
松山美奈子（まつやま みなこ）
伸二の高校時代の同級生。自分の好きな『巨人の星』の絵を描いていた伸二に話しかけてきて、仲良くなる。伸二は、同作に登場する日高美奈が好きで、同じ名前で『巨人の星』好きでもある美奈子に共通点を見出だして惚れていたが、結局告白できないまま高校を卒業していた。
数年後の『ドーベルマン刑事』連載時、ジャンプ編集部に連絡先を聞いて、伸二へ突然電話をかけてくる。それがきっかけで交流が再開する。そして、岡山へ帰省した伸二と再会を果たし、彼からプロポーズを受けたことで、正式に交際がスタート。東京と岡山の長距離恋愛をしていた。
その後、伸二から再びプロポーズを受けて、結婚を承諾する。美奈子の実家へ伸二を紹介しに行くも、美奈子の父親から、伸二が漫画家であることを理由に結婚を反対される。伸二は漫画家の収入が安定していることを示すために、自分の預金通帳を美奈子の父親に見せるが、その行為でさらに怒らせた挙げ句に、その光景を観て乱入してきた伸二の父親も伸二を叱責、場が荒れたため、結婚は保留になる。その後、マルコビッチの件がきっかけでプロレス談義に花が咲くなど美奈子の父親の態度も軟化し、結婚も認められる。
深作欣二（ふかさく きんじ）
映画『ドーベルマン刑事』の監督。撮影現場で伸二と対面するも、プログラムピクチャーである同作には力が入らず、次回作(『柳生一族の陰謀』)の話ばかりしていた。
千葉真一（ちば しんいち）
映画『ドーベルマン刑事』の主演俳優。撮影現場で伸二と対面しており、「僕なんかより松田優作の方が加納に合ってると思っている」と、原作の加納とはかけ離れたキャラクターを演じたことを自覚し、伸二に気を使っていた。

## 書誌情報
- 平松伸二『そしてボクは外道マンになる』集英社〈ヤングジャンプコミックスGJ〉、全4巻
  1. 2017年8月18日発売 ISBN 978-4-08-890599-0
  2. 2017年9月19日発売 ISBN 978-4-08-890757-4
  3. 2018年4月19日発売 ISBN 978-4-08-891006-2
  4. 2018年10月19日発売 ISBN 978-4-08-891105-2